# 283 Emma
Emma /ˈɛmə/ (định danh hành tinh vi hình: 283 Emma) là một tiểu hành tinh lớn ở vành đai chính. Ngày 8 tháng 2 năm 1889, nhà thiên văn học người Pháp Auguste H. Charlois phát hiện tiểu hành tinh Emma khi ông thực hiện quan sát ở Nice, Pháp và không biết rõ về nguồn gốc tên của nó.

## Vệ tinh
Ngày 14 tháng 7 năm 2003, W. J. Merline và cộng sự đã dò ra một vệ tinh của Emma khi sử dụng kính viễn vọng Keck II và định danh nó là S/2003 (283) 1. Việc phát hiện này được công bố trong Thông tư Hiệp hội Thiên văn Quốc tế (IAUC) số 8165. Vệ tinh này quay quanh bán trục lớn khoảng 581 km với độ lệch tâm 0,12. Emma có một quyển Hill với bán kính khoảng 28.000 km.